# Diglyme
Diglyme (IUPAC-naam: 1-methoxy-2-(2-methoxyethoxy)ethaan) is een organische verbinding met als brutoformule C6H14O3. De stof komt voor als een heldere kleurloze ontvlambare vloeistof met een ether-achtige geur, die mengbaar is met water. Diglyme is toxisch en kan, zoals veel ethers, onder invloed van licht explosieve peroxiden vormen.

## Toepassingen
Diglyme wordt voornamelijk gebruikt als oplosmiddel bij organische reacties, waaronder bij hydroboratie met diboraan. Door de hoge stabiliteit bij hoge pH en temperatuur is het een ideaal oplosmiddel voor reacties met sterke basen en bij hoge temperaturen. Tevens wordt het in de organometaalchemie gebruikt als chelant: diglyme is immers in staat om kleine kationen (zoals Li+) te cheleren. Hierdoor kunnen bijvoorbeeld Grignard-reacties sneller en effectiever doorgaan.